# Чапаевское (Харьковская область)
Чапа́евское (укр. Чапаєвське) — село в составе Каменнояружского сельского совета Чугуевского района Харьковской области Украины.
Код КОАТУУ — 6325483502.
Присоединено к селу Каменная Яруга в 1997 году.

## Географическое положение
Село Чапаевское находилось на правом берегу реки Студенок,
выше по течению на расстоянии в 2 км расположено село Каменная Яруга,
ниже по течению на расстоянии в 2,5 км расположено село Васильев Хутор.
На реке около села сделана большая запруда.

## История
- 1997 — присоединено к селу Каменная Яруга[1].